# Persuasive Computing
Der Begriff Persuasive Computing bzw. Rechnerüberzeugung bezeichnet ein Paradigma, bei dem Computertechnologien die Rolle eingeräumt wird, das Beurteilungs- und Entscheidungsverhalten von Menschen bestimmend zu beeinflussen.
Einerseits tritt Persuasive Computing unvermeidlich als passiver Nebeneffekt bei der Nutzung von Computertechnologien auf. Welches Werkzeug einem Menschen verfügbar ist, hat einen Einfluss darauf, was er produzieren will. Andererseits wird Persuasive Computing aktiv als Überzeugungsmittel eingesetzt. In diesem Fall beeinflussen Computertechnologien die Meinungs- und Willensbildung eines Menschen und seine daraus resultierenden Handlungen.

## Beispiele
- Hat sich ein Mensch an die Bediensystematik einer bestimmten, vom Computer vorgegebenen Benutzerschnittstelle gewöhnt, wird er auch an anderen Orten ähnliche Bediensystematiken vorfinden wollen und gegenüber anderen Bediensystematiken oft auch dann bevorzugen, wenn die alternative Bediensystematik effektiver wäre oder seinem natürlichen Verhalten näher käme, ihm also weniger Anpassung an den Computer abfordern würde.
- Computertechnologien erleichtern einen individuelleren Zuschnitt der Werbung, mit der das Konsumverhalten eines Menschen zielsicherer beeinflusst werden kann.
- Die spezifische Methodik, nach der eine Suchmaschine das vom WWW repräsentierte Weltwissen indiziert, hat einen Einfluss darauf, welches Wissen der sie nutzende Mensch mit welcher Priorität rezipiert, und damit auf seine Meinungsbildung und Handlungskompetenz.
- Bereits die Auswahl, welche Ausschnitte der Welt in welcher Intensität vom WWW erfasst werden, beeinflusst den Menschen; beispielsweise auch wofür und wie viel er dieses Medium nutzt.
- Computertechnologien ermöglichen, Datenbestände in einem Umfang anzulegen, der von Menschen nicht verwaltet werden könnte, und sie ermöglichen die Abfrage von Verknüpfungen zwischen den Daten in einem Umfang, der vom menschlichen Gehirn nicht mehr geleistet werden kann. Beispielsweise kann sich ein Apotheker darüber informieren, ob zwischen den einem Patienten verschriebenen Medikamenten schädliche Wechselwirkungen zu erwarten sind.

## Relevanz
Notwendig ist eine kritische ethische Betrachtung des Persuasive Computing, insoweit als dem handelnden Menschen keine selbständige Beurteilung der Korrektheit einer ihm vom Computer vorgeschlagenen Handlungsanweisung mehr möglich ist. Problematisch ist der Übergang, ab wann und über welche Mechanismen der Computer sich hierbei verselbständigt und zum Herrscher über den Menschen wird. Dieser Aspekt ist üblicherweise angesprochen, wenn Persuasive Computing als Schlagwort verwendet wird.